# Sortfodet kat
Den sortfodede kat (latin: Felis nigripes) er et dyr i kattefamilien. Katten bliver 34-50 cm lang med en hale på 15-20 cm og vejer 1,5-3 kg. Den er dermed en af de mindste katte. Den lever i det sydlige Afrika bl.a. Kalahari-ørkenen.